# 水勾配
水勾配（みずこうばい）とは、雨などが流れるようにするための勾配のことをいう。
バルコニーには水勾配が必要とされている。
水勾配があることで水溜まりができにくくなり、排水が早くできるようになる。勾配は1％程度であり、目視はしにくい。